# Новохвалинський
Новохва́линський (рос. Новохвалынский, башк. Яңы Хвалын) — хутір у складі Кугарчинського району Башкортостану, Росія. Адміністративний центр Юлдибаївської сільської ради.
Населення — 317 осіб (2010; 340 в 2002).
Національний склад:
- башкири — 71%